# Rajd Finlandii 1974
Rajd Finlandii 1974 (24. Jyväskylän Suurajot - Rally of the 1000 Lakes) – 24 Rajd Finlandii rozgrywany w Finlandii w dniach 2-4 sierpnia. Była to trzecia runda Rajdowych Mistrzostw Świata w roku 1974. Rajd został rozegrany na nawierzchni szutrowej. Bazą rajdu było miasto Jyväskylä.

## Zwycięzcy odcinków specjalnych[1]
| Etap | Data       | OS | Godzina | Nazwa          | Długość  | Zwycięzca                                 | Czas             | Śred. pręd.      | Lider rajdu   |
| ---- | ---------- | -- | ------- | -------------- | -------- | ----------------------------------------- | ---------------- | ---------------- | ------------- |
| 1    | 2 sierpnia | 1  | 17:30   | Laajavuori     | 4,00 km  | Timo Mäkinen                              | 2:32             | 94,74 km/h       | Timo Mäkinen  |
| 1    | 2 sierpnia | 2  | 18:00   | Humalamäki     | 4,40 km  | Markku Alén                               | 2:13             | 119,10 km/h      | Timo Mäkinen  |
| 1    | 2 sierpnia | 3  | 18:30   | Urria          | 12,80 km | Timo Mäkinen                              | 6:34             | 116,95 km/h      | Timo Mäkinen  |
| 1    | 2 sierpnia | 4  | 19:00   | Ehikki         | 17,60 km | Timo Mäkinen                              | 9:32             | 110,77 km/h      | Timo Mäkinen  |
| 1    | 2 sierpnia | 5  | 20:00   | Ouninpohja     | 25,10 km | Timo Mäkinen                              | 13:50            | 108,87 km/h      | Timo Mäkinen  |
| 1    | 2 sierpnia | 6  | 21:15   | Vastila        | 11,30 km | Hannu Mikkola                             | 6:20             | 107,05 km/h      | Timo Mäkinen  |
| 1    | 2 sierpnia | 7  | 23:00   | Väärinmaja     | 7,00 km  | odcinek odwołany                          | odcinek odwołany | odcinek odwołany | Timo Mäkinen  |
| 1    | 2 sierpnia | 8  | 23:30   | Kekkonen       | 8,30 km  | Hannu Mikkola                             | 4:25             | 112,75 km/h      | Timo Mäkinen  |
| 1    | 3 sierpnia | 9  | 0:00    | Siikalahti     | 7,20 km  | Timo Mäkinen                              | 4:57             | 87,27 km/h       | Timo Mäkinen  |
| 1    | 3 sierpnia | 10 | 1:00    | Hintala        | 8,50 km  | Markku Alén                               | 5:24             | 94,44 km/h       | Timo Mäkinen  |
| 1    | 3 sierpnia | 11 | 2:00    | Mantilo        | 10,70 km | Timo Mäkinen                              | 5:41             | 112,96 km/h      | Timo Mäkinen  |
| 1    | 3 sierpnia | 12 | 2:20    | Hauhuu         | 8,20 km  | Hannu Mikkola Markku Alén                 | 4:17             | 114,86 km/h      | Timo Mäkinen  |
| 1    | 3 sierpnia | 13 | 3:10    | Ylä-Kolkki     | 5,00 km  | Hannu Mikkola Timo Mäkinen Stig Blomqvist | 2:40             | 112,50 km/h      | Timo Mäkinen  |
| 1    | 3 sierpnia | 14 | 4:00    | Jukojärvi      | 10,40 km | Timo Mäkinen                              | 5:38             | 110,77 km/h      | Timo Mäkinen  |
| 1    | 3 sierpnia | 15 | 5:30    | Kuohu          | 10,70 km | Stig Blomqvist                            | 5:55             | 108,51 km/h      | Timo Mäkinen  |
| 1    | 3 sierpnia | 16 | 6:00    | Puuppola       | 4,60 km  | Timo Mäkinen Markku Alén                  | 2:32             | 108,95 km/h      | Hannu Mikkola |
|      |            |    |         |                |          |                                           |                  |                  | Hannu Mikkola |
| 2    | 3 sierpnia | 17 | 16:45   | Seppälänkangas | 1,80 km  | Timo Mäkinen                              | 1:14             | 87,57 km/h       | Hannu Mikkola |
| 2    | 3 sierpnia | 18 | 17:00   | Kuukanpää      | 3,80 km  | Stig Blomqvist                            | 2:27             | 93,06 km/h       | Hannu Mikkola |
| 2    | 3 sierpnia | 19 | 17:45   | Koivistonkyla  | 2,10 km  | Markku Alén                               | 1:13             | 103,56 km/h      | Hannu Mikkola |
| 2    | 3 sierpnia | 20 | 19:00   | Sirkkamäki     | 6,50 km  | Hannu Mikkola                             | 3:52             | 100,86 km/h      | Hannu Mikkola |
| 2    | 3 sierpnia | 21 | 19:20   | Myhinpää       | 20,30 km | Timo Mäkinen                              | 10:05            | 120,79 km/h      | Hannu Mikkola |
| 2    | 3 sierpnia | 22 | 20:50   | Mataramäki     | 13,10 km | odcinek odwołany                          | odcinek odwołany | odcinek odwołany | Hannu Mikkola |
| 2    | 3 sierpnia | 23 | 21:30   | Valkeamäki     | 6,90 km  | Timo Mäkinen Hannu Mikkola                | 3:29             | 118,85 km/h      | Hannu Mikkola |
| 2    | 3 sierpnia | 24 | 23:00   | Kokkosenlahti  | 38,40 km | Hannu Mikkola                             | 20:29            | 112,48 km/h      | Hannu Mikkola |
| 2    | 4 sierpnia | 25 | 0:00    | Kuvala         | 15,90 km | Hannu Mikkola                             | 8:56             | 106,79 km/h      | Hannu Mikkola |
| 2    | 4 sierpnia | 26 | 1:00    | Sattila        | 9,80 km  | Hannu Mikkola                             | 5:19             | 110,60 km/h      | Hannu Mikkola |
| 2    | 4 sierpnia | 27 | 1:30    | Narhila        | 9,40 km  | Hannu Mikkola                             | 4:58             | 113,56 km/h      | Hannu Mikkola |
| 2    | 4 sierpnia | 28 | 2:00    | Mouhu          | 11,70 km | Timo Mäkinen Markku Alén Hannu Mikkola    | 5:54             | 118,98 km/h      | Hannu Mikkola |
| 2    | 4 sierpnia | 29 | 2:50    | Pekkojärvi     | 10,20 km | Timo Mäkinen                              | 6:06             | 100,33 km/h      | Hannu Mikkola |
| 2    | 4 sierpnia | 30 | 3:10    | Enolahti       | 11,70 km | Timo Mäkinen                              | 7:19             | 95,95 km/h       | Hannu Mikkola |
| 2    | 4 sierpnia | 31 | 3:45    | Koirakivi      | 6,50 km  | Timo Mäkinen                              | 4:02             | 96,69 km/h       | Hannu Mikkola |
| 2    | 4 sierpnia | 32 | 4:30    | Saviniemi      | 18,90 km | Hannu Mikkola                             | 10:10            | 111,54 km/h      | Hannu Mikkola |
| 2    | 4 sierpnia | 33 | 6:00    | Ohensalo       | 8,60 km  | Markku Alén                               | 4:55             | 104,95 km/h      | Hannu Mikkola |
| 2    | 4 sierpnia | 34 | 7:00    | Siikaselka     | 3,20 km  | Stig Blomqvist Markku Alén Hannu Mikkola  | 1:43             | 111,84 km/h      | Hannu Mikkola |
| 2    | 4 sierpnia | 35 | 7:20    | Makkola        | 5,40 km  | Timo Mäkinen                              | 3:30             | 92,57 km/h       | Hannu Mikkola |
| 2    | 4 sierpnia | 36 | 8:00    | Metsolahti     | 3,60 km  | Markku Alén                               | 2:06             | 102,86 km/h      | Hannu Mikkola |

## Wyniki końcowe rajdu[2]
| Msc. | Kierowca        | Pilot                 | Samochód               | Czas    | Strata | Punkty |
| ---- | --------------- | --------------------- | ---------------------- | ------- | ------ | ------ |
| 1.   | Hannu Mikkola   | John Davenport        | Ford Escort RS1600     | 03:11.4 | 0      | 20     |
| 2.   | Timo Mäkinen    | Henry Liddon          | Ford Escort RS1600     | 03:12.1 | +0:31  |        |
| 3.   | Markku Alén     | Ilkka Kivimäki        | Fiat Abarth 124 Rallye | 03:13.5 | +2:10  | 12     |
| 4.   | Stig Blomqvist  | Hans Sylvan           | Saab 96 V4             | 03:14.0 | +2:20  | 10     |
| 5.   | Simo Lampinen   | Juhani Markkanen      | Saab 96 V4             | 03:17.3 | +5:51  |        |
| 6.   | Leo Kinnunen    | Atso Aho              | Fiat Abarth 124 Rallye | 03:17.5 | +6:12  |        |
| 7.   | Tapio Rainio    | Erkki Nyman           | Saab 96 V4             | 03:19.2 | +7:34  |        |
| 8.   | Anders Kulläng  | Claes-Göran Andersson | Opel Ascona            | 03:21.3 | +9:44  | 3      |
| 9.   | Antti Ojanen    | Timo Mäkelä           | Fiat Abarth 124 Rallye | 03:21.4 | +9:53  |        |
| 10.  | Björn Waldegård | Arne Hertz            | Opel Ascona            | 03:23.0 | +11:23 |        |

## Klasyfikacja producentów po 3 rundach
| Lp | Producent  | Pkt. |
| -- | ---------- | ---- |
| 1  | Fiat       | 33   |
| 2  | Ford       | 24   |
| 3  | Mitsubishi | 20   |
| 4  | Datsun     | 18   |
| 5  | Porsche    | 15   |

- Uwaga: Tabela obejmuje tylko pięć pierwszych miejsc.